# En vrai 2 vrai
Albums de Soldat Louis
Escale sur la planète Sales gosses
En vrai 2 vrai est un album enregistré à l'Océanis de Plœmeur le 12 octobre 2002. C'est le huitième album du groupe Soldat Louis et seulement son deuxième enregistrement public. La version DVD de ce concert comporte deux chansons supplémentaires : Le sonneur de Quimperlé, Juste un instant de déconnade et un morceau instrumental Galérian.

## Liste des chansons
| 1.    | Salut               | 4:39 |
| 2.    | Savannah            | 4:15 |
| 3.    | C'est un pays       | 6:55 |
| 4.    | Encore du rhum      | 6:18 |
| 5.    | Cheyenne            | 5:30 |
| 6.    | Borgnefesse         | 3:53 |
| 7.    | Soldat Louis        | 3:27 |
| 8.    | Bow lane            | 3:03 |
| 9.    | Du rhum, des femmes | 6:24 |
| 10.   | Martiniquaise       | 6:06 |
| 11.   | Gigue en do         | 4:33 |
| 12.   | Femmes de légende   | 7:04 |
| 13.   | Survivre en ennemi  | 7:37 |
| 14.   | Tonton Louis        | 6:21 |
| 76:00 |                     |      |

## Crédit

### Autour de l'album
- 2002 - Créon Music
- Référence CD : 5948922
- Référence DVD : CM3014
- Editeur : EMI Music France
- Label : Créon Music

### Autour des musiciens
- Serge Danet alias Soldat Louis
- Renaud Detressan alias Gary Wicknam

## Sources
- Livret de l'édition CD de l'album